# George Aschenbrener
George Aschenbrener (Chicago, 4 ottobre 1881 – Chicago, 24 novembre 1952) è stato un ginnasta e multiplista statunitense.

## Carriera
Aschenbrener partecipò ai Giochi olimpici di Saint Louis 1904 nelle gare di triathlon e ginnastica. Giunse nono nel concorso a squadre, sessantaquattresimo nel concorso generale individuale, quarantanovesimo nel triathlon e sessantanovesimo nel concorso a tre eventi.